# Активни државни савјетник правде Руске Федерације 1. класе
Активни државни савјетник правде Руске Федерације 1. класе (рус. Действительный государственный советник юстиции Российской Федерации 1 класса) је класни чин у органима правде Руске Федерације, нижи од чина активног државног савјетника правде Руске Федерације и виши од чина активног државног савјетника правде Руске Федерације 2. класе.
Установљен је указом предсједника Руске Федерације од 19. новембра 2007. бр. 1554 »О поретку присвајања и задржавања класних чинова правде оних лица која врше државне дужности Руске Федерације и дужности федералне државне грађанске службе, и установљавању мјесечних примања федералних државних грађанских службеника за класни чин у складу са додијељеним класним чином правде«.
Истим је указом установљено да се класни чин државног савјетника правде 1. класе који је раније био присвајан лицима која су вршила дужности федералне државне грађанске службе у Министарству правде Руске Федерације, Федералној служби судских пристава, Федералној регистрационој служби, Федералној служби извршавања одлука, у апаратима федералних судова, Судском департману при Врховном суду Руске Федерације, сматра за класни чин активног државног савјетника правде Руске Федерације 1. класе.

## Дужности
Министарство правде Руске Федерације
- Први замјеник министра
- Замјеник министра
- Државни секретар - замјеник министра
- Опуномоћени Руске Федерације при Европском суду за људска права - замјеник министра

Федерална служба судских пристава, Федерална регистрациона служба, Федерална служба извршавања одлука
- руководилац (директор) службе

Апарат Уставног суда Руске Федерације
- руководилац апарата суда
- руководилац секретаријата суда
- замјеник руководиоца апарата суда (у складу са указом предсједника Руске Федерације 21. маја 2008. бр. 830)
- замјеник руководиоца секретаријата суда
- руководилац секретаријата предсједника суда
- руководилац представништва суда (у складу са указом предсједника Руске Федерације 21. маја 2008. бр. 830)

Апарат Врховног суда Руске Федерације
- руководилац секретаријата предсједника суда
- руководилац секретаријата првог замјеника предсједника суда
- заменик руководиоца секретаријата предсједника суда

Судски департман при Врховном суду Руске Федерације
- замјеник генералног директора Судског департмана

Апарат Највишег арбитражног суда Руске Федерације
- руководилац апарата - администратор суда
- замјеник руководиоца апарата суда
- руководилац секретаријата предсједника суда
- замјеник руководиоца секретаријата предсједника суда - помоћник предсједника суда

## Извор
- Указ предсједника Руске Федерације 19. новембра 2007. бр. 1554 (језик: руски)